# Jenny Longuet
Pour les articles homonymes, voir Longuet.
Jenny Marx Longuet, née le 1er mai 1844 à Paris et morte le 11 janvier 1883 à Argenteuil, est une militante socialiste.

## Biographie

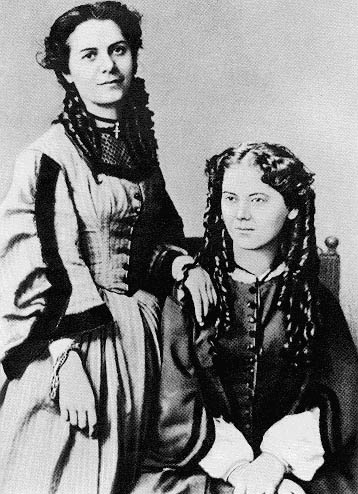
Jenny (à gauche) et Laura Marx.

Jenny (« Jennychen » pour ses proches), fille aînée de Jenny von Westphalen et de Karl Marx est une enfant fragile mais est la première enfant à survivre au-delà de l'enfance.
En 1868, elle accepte un poste de professeur de français afin d'aider financièrement ses parents. Elle contribue également à un certain nombre d'articles dans la presse socialiste, en 1870, écrivant sous le nom de plume « J. Williams » sur le traitement des prisonniers politiques irlandais par le gouvernement britannique.
Elle rencontre son futur mari, le journaliste et communard Charles Longuet en 1871. Ils se fiancent en mars 1872 et se marient civilement à la mairie d’arrondissement de St-Pancras le 2 octobre 1872. Ils ont par la suite une fille et cinq garçons, dont les plus connus sont Jean, dirigeant socialiste français et Edgar Longuet.
Militante socialiste, elle écrit pour la presse socialiste en France dans les années 1870.
Venue d'Angleterre en France en 1881, Jenny Longuet meurt peu après, probablement de la tuberculose. Après la mort de sa sœur Laura Marx, en 1911, les enfants de Jenny héritèrent des droits littéraires de Karl Marx, car ses deux sœurs, Eleanor et Laura n'avaient pas d'enfants.

## Référence
- (en) Cet article est partiellement ou en totalité issu de l’article de Wikipédia en anglais intitulé « Jenny Longuet » (voir la liste des auteurs).

1. 1 2  Padover 1978, p. 474
2. 1 2  « Jenny Marx Longuet », sur www.marxists.org (consulté le 4 juin 2021)
3. ↑  Padover 1978, p. 476